# Kaufman (Texas)
|  | Per a altres significats, vegeu «Comtat de Kaufman». |

Kaufman és una ciutat que és la seu de comtat del Comtat de Kaufman, Texas. El Health Science Center del Trinity Valley Community College està localitzat en Kaufman. Aquest campus (al costat de l'Hospital Presbiterià de Kaufman) es dedica específicament als cursos d'assistència sanitària (els cursos generals s'han de prendre en una de les altres escoles en el sistema de TVCC), i opera un programa d'ensenyament a distància per al programa BSN d'infermeria de la Universitat de Texas a Arlington.
Segons l'Oficina del Cens dels Estats Units, Kaufman té una superfície total de 22.07 km², la qual 21.61 km² corresponen a terra ferma i (2,08%) 0,46 km² està cobert d'aigua. La població era de 6.490 habitants al cens del 2000. Segons el cens de 2010 residien 6.703 persones a Kaufman. La densitat de població era de 303,76 hab./km². Dels 6.703 habitants censats el 2010, Kaufman estava compost pel 71,42% blancs, el 9,77% eren afroamericans, el 0,87% eren amerindis, el 0,87% eren asiàtics, el 0,03% eren illencs del Pacífic, el 13,56% eren d'altres races i el 3,49% pertanyien a dues o més races. Del total de la població el 32,6% eren hispans o llatins de qualsevol raça.